# Râul Corvin
Râul Corvin este un curs de apă, afluent al râului Valea Mare. 

## Hărți
- Harta Județului Constanța